# 凸加夫蛤
加夫蛤、
凸加夫蛤，又名
斜肋縱簾蛤或
厚殼縱簾蛤，
是帘蛤目帘蛤科厚壳蛤属的一种，可食用。這兩個物種的花紋顏色略有不同，較舊的文獻依然視之為兩個不同的物種。

## 分佈
主要分佈於日本、台湾（主要在台灣海峽的東岸，但台灣的太平洋海岸也有零星分佈）南中國海的海南島及大亞灣、新加坡、马来西亚，鄰近馬來西亞的泰國布吉島也可能有本物種的踪影。也見於印度洋的查戈斯群島及塞舌爾群島。隨着蘇伊士運河的開通，本物種的分佈亦隨着航運業從紅海擴散至地中海。
常栖息在潮间带沙滩、泥滩，水深约在四至五米深的砂泥质浅海。

## 食用
通常以加味熱炒或煮湯為主。

## 異名
- Circe pectinata (Linnaeus, 1758)
- Circe pythinoides Tenison-Woods, 1878
- Crista pectinata (Linnaeus, 1758)
- Cytherea gibbia Lamarck, 1818
- Cytherea pectinata Lamarck, 1818
- Cytherea ranella Lamarck, 1818
- Gafrarium angulatum Röding, 1798
- Gafrarium cardiodeum Röding, 1798
- Gafrarium costatum Röding, 1798
- Gafrarium depressum Röding, 1798
- Gafrarium pectinatum pectinatum (Linnaeus, 1758)
- Gafrarium tumidum Röding, 1798[3][8][5]
- Venus pectinata Linnaeus, 1758（原來組合）

## 外部連結
- 維基物種上的相關：斜肋縱簾蛤
- 維基物種上的相關：厚殼縱簾蛤